# Aimé Bouvier
Aimé Bouvier est un entrepreneur de spectacles français né le 1er mai 1866 à Seyssel dans l'Ain. C'est, en association avec Fleury Tournier, un célèbre organisateur français de zoos humains, pendant sa période d'activité dans ce secteur, entre 1905 et 1928. Il travaille notamment en partenariat avec Mamadou Seck, chef-recruteur sénégalais, citoyen français né sur l'île de Gorée.